# Lebeckia plukenetiana
Lebeckia plukenetiana är en ärtväxtart som beskrevs av Ernst Meyer. Lebeckia plukenetiana ingår i släktet Lebeckia och familjen ärtväxter. Inga underarter finns listade i Catalogue of Life.

## Bildgalleri